# Eupleres goudotii
Il falanouc (pronunciato [falanuk]) o eupleride di Goudot (Eupleres goudotii, Doyere, 1835) è un mammifero carnivoro della famiglia degli Eupleridi, endemico del Madagascar. Si tratta dell'unica specie appartenente al genere Eupleres.

## Descrizione
Viene classificato insieme al suo stretto parente, il fanaloka, nella sottofamiglia Euplerinae. Il falanouc presenta alcune peculiarità che giustificano una classificazione indipendente. È privo di ghiandole anali o perineali, ha artigli non retrattili ed una dentizione particolare: i canini e i premolari sono curvati all'indietro e sono appiattiti. Si pensa che questo sia in relazione alle sue prede, per la maggior parte invertebrati, come vermi, lumache, chiocciole e larve.
Il falanouc è strettamente imparentato anche con il fossa del Madagascar.

## Biologia
È solitario e territoriale, ma non sappiamo se sia notturno o diurno. È piccolo (circa 50 cm di lunghezza con una coda di 24 cm) e timido (per difendersi graffia, non morde). Con il suo muso lungo ed il suo corpo basso, ricorda da vicino le manguste, sebbene la sua colorazione sia bruno uniforme (la maggior parte delle manguste presentano schemi colorati, come striature, fasce o altre variazioni, sulle mani e sui piedi).
Il suo ciclo vitale mostra periodi di accumulo di grasso tra aprile e maggio, prima dei mesi asciutti di giugno e luglio. Ha un breve periodo di corteggiamento e di svezzamento, dal momento che i piccoli vengono svezzati prima della successiva stagione degli amori. Il suo ciclo riproduttivo è veloce. L'unico piccolo, con gli occhi già aperti, viene partorito in una tana e si può muovere con la madre attraverso il denso fogliame già a due giorni di vita. Dopo nove settimane, il piccolo, già sviluppato, si nutre di cibo solido  e poco dopo abbandona la madre. Sebbene sia veloce nello sviluppo (tanto da seguire la madre alla ricerca di cibo), cresce ad un tasso più lento di altri carnivori delle stesse dimensioni.

## Distribuzione e habitat
Vive principalmente nelle foreste pluviali di pianura del centro e del nordovest dell'isola.

## Status e conservazione
La IUCN Red List considera questa specie in pericolo di estinzione.
La Zoological Society of London, in base a criteri di unicità evolutiva e di esiguità della popolazione, considera Eupleres goudotii una delle 100 specie di mammiferi a maggiore rischio di estinzione.